# Bonnie en Clyde
Het Amerikaanse duo Bonnie Parker en Clyde Barrow werd als bankrovers in de jaren dertig wereldberoemd. Hun verhaal, dat eindigde in een dodelijke hinderlaag van de politie, werd in 1967 verfilmd onder de titel Bonnie and Clyde (met hoofdrollen voor Faye Dunaway en Warren Beatty) en bracht Bonnie en Clyde internationale bekendheid.

## Criminele loopbaan

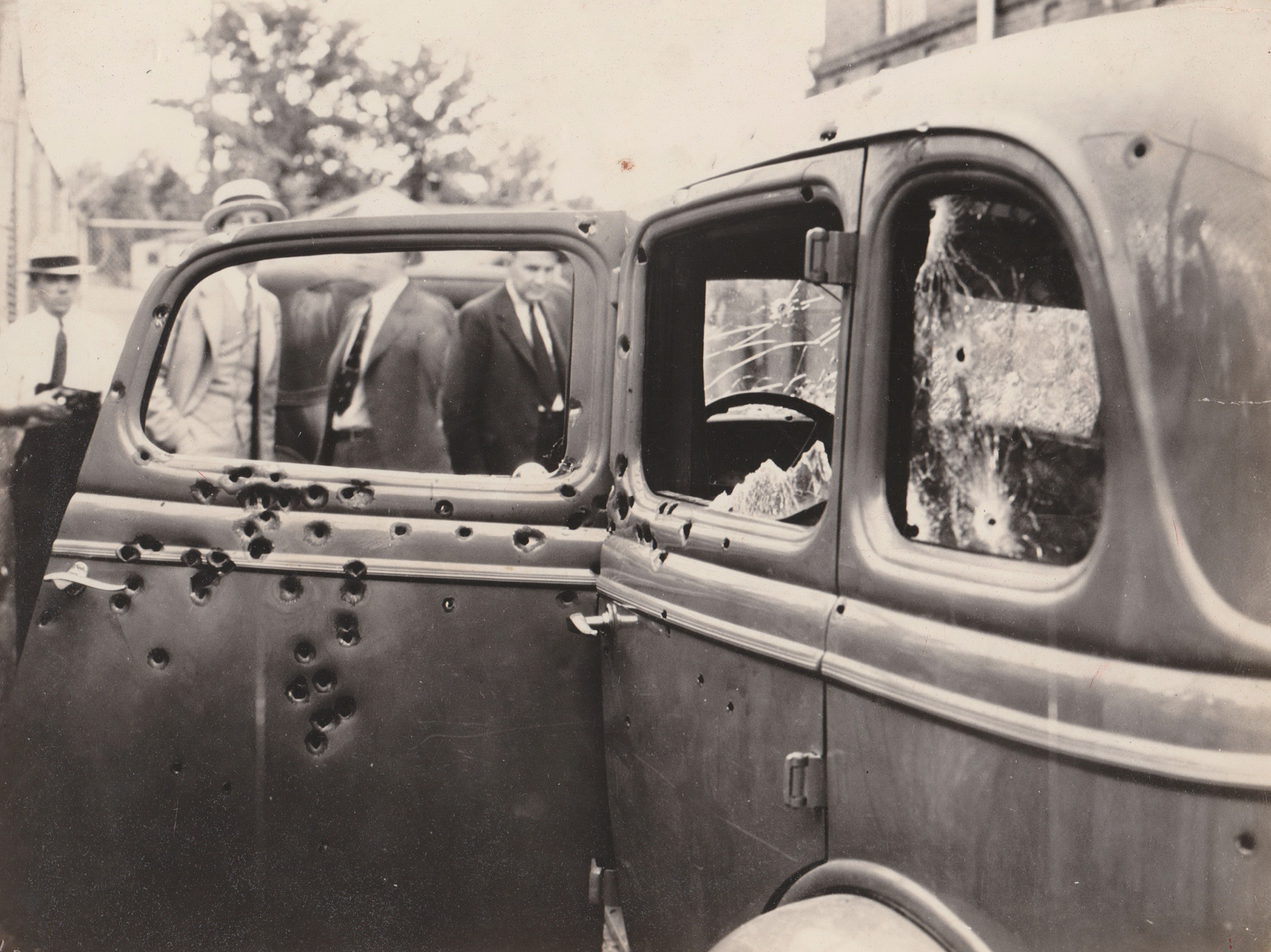
De met kogels doorzeefde auto van Bonnie en Clyde, nadat zij door de politie in een hinderlaag waren gelokt (FBI-foto van 23 mei 1934)

Bonnie en Clyde leerden elkaar kennen tijdens een bezoek aan een gezamenlijke vriend in januari van het jaar 1930. Bonnie, 19 jaar oud, was getrouwd met een man die wegens moord in de gevangenis zat. Clyde was vrijgezel. Ze vonden elkaar in de criminaliteit. Beiden waren opgegroeid in het eenvoudige milieu van het Amerikaanse platteland, waar velen een uitzichtloos bestaan leidden. De economische crisis van de jaren dertig voorspelde niet veel goeds. Om zich aan dat sombere bestaan te onttrekken, realiseerden ze de Amerikaanse droom van vrijheid, avontuur en rijkdom door stelend door de staten te trekken.
Om Bonnie te imponeren, sloeg Clyde een plaatselijke kruidenier neer om er vervolgens met de kassa vandoor te gaan. Het was in feite hun eerste slag. Daarna lieten ze een spoor van dood en vernieling achter. Voortdurend waren ze op de vlucht voor de jagende politie. Omdat ze zich voornamelijk richtten op banken – en de kleinere middenstanders ontzagen – verwierven ze een zeker heldendom. Ze droegen zelf aan hun eigen mythe bij door de pers trots over hun daden te berichten. Sterker nog, ze stuurden zelfs foto's en gedichten naar de media.
Hun criminele 'zegetocht' duurde niet lang: op 23 mei 1934 vonden ze de dood, nadat ze door de politie in een hinderlaag waren gelokt. Hoewel ze tot de tanden toe bewapend waren, werden Bonnie en Clyde zodanig overrompeld dat ze niet de kans kregen naar de wapens te grijpen en werden ze volgens de geschiedschrijvers "door een regen van duizend geweerschoten" geveld. Op dat moment werden ze verdacht van 13 moorden en diverse overvallen en inbraken.

## Nasleep
- Op de plaats van de hinderlaag (westzijde van de Louisiana Highway 154, een paar kilometer ten zuiden van het kleine plaatsje Gibsland) is een gedenkteken geplaatst:

| BONNIE & CLYDE AMBUSH LOCATION The criminal careers of Clyde Barrow and Bonnie Parker ended here on May 23 1934, at the hands of the Louisiana and Texas law enforcement officers. Bienville Parish Tourism Trail |

- In januari 2012 werden in Kansas City een machinegeweer en een enkelloops jachtgeweer geveild, die in beslag zouden zijn genomen bij een politie-inval in hun schuilplaats te Joplin (Missouri). De opbrengst was 162.000 euro.[1][2]